# ريتشارد نيلسون بولز
ريتشارد نيلسون بولز (بالإنجليزية: Richard Nelson Bolles) هو كاتب أمريكي، ولد في 19 مارس 1927 في ميلواكي في الولايات المتحدة، وتوفي في 31 مارس 2017 في دانفيل في الولايات المتحدة بسبب مرض.

## وصلات خارجية
- الموقع الرسمي